# Eyal Golan

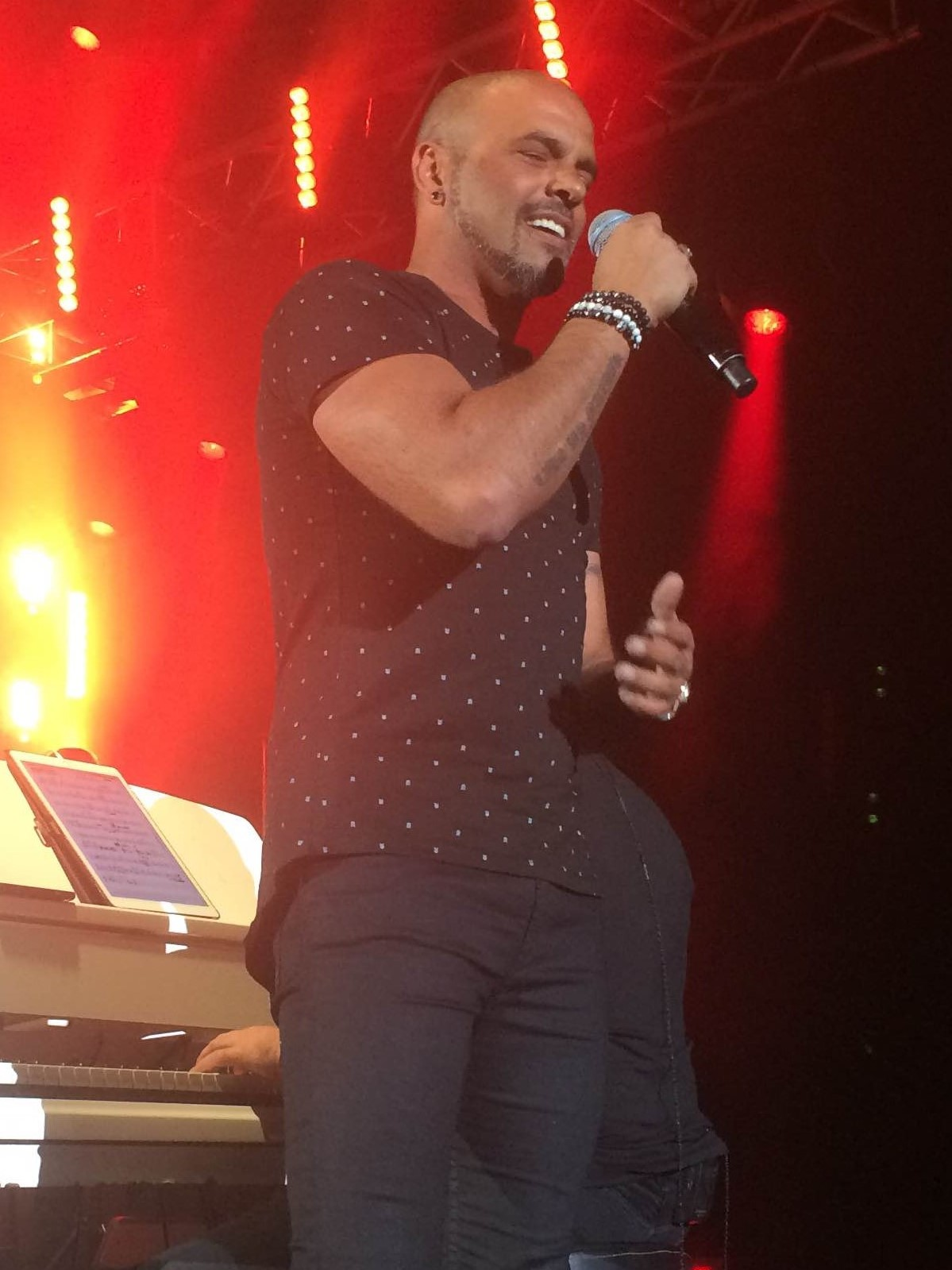
Eyal Golan (2016)

Eyal Golan (hebräisch אייל גולן, gebürtig Eyal Biton; * 12. April 1971 in Rechowot, Israel) ist ein israelischer Sänger und Vertreter des orientalischen Misrachit-Musikstils.

## Leben und Karriere
Eyal Golan entstammt einer Familie jemenitisch-jüdischer und marokkanisch-jüdischer Einwanderer.
Mit 16 Jahren hatte er seine ersten Auftritte in Nachtclubs. Die Produktion seines ersten Albums finanzierte er selbst. Nachdem bereits sein zweites Album (BeHofa’a Haya) 1996 ein großer Erfolg wurde, gelang ihm der endgültige Durchbruch 1997 mit seinem dritten Album (Bila’adayikh), welches in Israel Platin-Status erreichte. Nach dem Erfolg seines Albums Chayal shel Ahavah ging er 1998 erstmals auf Welt-Tournee durch die USA, Kanada, Südamerika und Europa. Auch mit den nachfolgenden Alben gelangen Eyal Golan in Israel große Chart-Erfolge: Tslil Meytar erreichte schon kurz nach der Veröffentlichung Dreifach-Platin, die Alben Hoze Otah Muli sowie Ze ani innerhalb weniger Tage Gold-Status.
Einige seiner Alben produzierte er zusammen mit der in Israel sehr populären Band Ethnix, deren Mitglieder Ze’ev Nechama und Tamir Kalisky auch einige seiner bekanntesten Lieder schrieben.
Eyal Golan hat zwei Söhne und zwei Töchter.

## Kontroversen

### Vorwürfe wegen sexuellen Missbrauchs Minderjähriger
Im November 2013 wurde Golan nach zwölfmonatiger Ermittlungsarbeit der Polizei gemeinsam mit weiteren Männern im Zusammenhang mit dem Verdacht verhaftet, sexuelle Beziehungen zu minderjährigen Mädchen unterhalten zu haben. Golan bestritt die Vorwürfe, gab jedoch an, dass sein Vater, Danny Biton, junge Mädchen in sein Haus gebracht habe, um dort Geschlechtsverkehr mit ihnen zu haben. Die Ermittlungen gegen Golan wurden später mangels Beweisen eingestellt. Sein Vater, welcher Anfang 2021 starb, wurde im April 2015 zu zwei Jahren Gefängnis wegen Zuhälterei mit minderjährigen Mädchen verurteilt. Die Vorwürfe führten jedoch dazu, dass seine Lieder seltener im Radio gespielt wurden und mehrere seiner Auftritte abgesagt wurden.
Im Dezember 2018 wurde Golan von der Knesset geehrt, was bei mehreren Abgeordneten sowie Frauenrechtsorganisationen auf Kritik stieß. Demonstrierende unterbrachen die Veranstaltung, wurden jedoch durch Sicherheitskräfte entfernt. Anschließend trat Golan im Rahmen der Zeremonie gemeinsam mit der Abgeordneten Nava Boker, Vorsitzende des Knesset-Komitees für Hebräische Musik, auf.
Nach öffentlicher Kritik wurde ein geplanter Auftritt Golans beim Eilat Women’s Festival Anfang 2025 abgesagt, wie die Veranstaltungsleitung bekanntgab.

### Ermittlungen wegen Aufruf zur Gewalt
Im Juni 2024 berichteten mehrere israelische Medien, dass die Staatsanwaltschaft erwäge, ein Strafverfahren gegen Eyal Golan wegen Anstiftung zu Gewalt einzuleiten. Hintergrund sind Äußerungen Golans nach dem Hamas-Angriff am 7. Oktober 2023, in denen er laut Medienberichten zur vollständigen Zerstörung Gazas und zum Tod aller Bewohner aufrief. Besonders umstritten war ein Interview vom 15. Oktober, in dem er sagte, man solle Gaza „auslöschen“ und „keinen einzigen Menschen dort lassen“.

## Diskografie

### Studioalben
- 1995: Lechisha ba’Laila – לחישה בלילה – A Whisper in the Night
- 1996: בהופעה חיה
- 1997: Bila’adayikh – בלעדייך – Ohne dich
- 1998: Chayal schel Ahawah – חייל של אהבה – Soldat der Liebe
- 1999: Histachli Eilay – הסתכלי אלי – Schau mich an
- 2001: Tslil Meytar – צליל מיתר – Sound of String
- 2002: v’Ani Koreh Lakh – ואני קורא לך – Und ich rufe dich
- 2003: Chalomot – חלומות – Träume
- 2005: Meziout Acheret – מציאות אחרת – A Different Reality
- 2007: Bischwilech Nozarti – בשבילך נוצרתי – I Was Created For You
- 2008: Hose Otach Muli – הוזה אותך מולי – Hallucinating You
- 2009: Se ani – זה אני – Das bin ich
- 2010: Derech LaCHayem – דרך לחיים – Eine Lebensart
- 2011: Chelek Michayai – חלק מחיי – Part of my Life
- 2012: Nagat li Balev – נגעת לי בלב – You touched my heart
- 2013: Halev al Haschulchan – הלב על השולחן – Das Herz ist auf den Tisch
- 2014: Yamim Yagidu – ימים יגידו
- 2015: Besof kol Yom – בסוף כל יום – At the end of every day
- 2016: Rachok Mikan – רחוק מכאן – Far away from here
- 2017: Lo Pashut Lihiot Pashut – לא פשוט להיות פשוט – It is not simple to be simple
- 2018: Nakhon Letamid – נכון לתמיד – Right forever
- 2019: Hafukh Mehayekum – הפוך מהיקום – Upside down from the universe
- 2020: Mikan ve’Ad Hanetsach — מכאן ועד הנצח – From here to eternity
- 2021: Lihiot Meushar — להיות מאושר – Glücklich sein
- 2021: Ketsev Mizrahi — קצב מזרחי – Östliche Groove
- 2022: Ktsat Sameah Ktsat Atsuv — קצת שמח קצת עצוב – Wenig glücklich wenig traurig
- 2023: 2023
- 2024: עם ישראל חי

### Livealben
- 1996: BeHofa’a Haya – בהופעה חיה (Live in Concert)
- 2000: haMofa’a haMeshoutaf: Ethnix v’Eyal Golan – המופע המשותף עם אתניקס – The Duet Concert of Ethnix and Eyal Golan
- 2008: Eyal Golan Baheichal Hatarbut – אייל גולן בהיכל התרבות – Eyal Golan Live at Heichal Hatarbut (auch als DVD)
- 2009: Eyal Golan Caesarea
- 2010: Eyal Golan at Nokia Arena
- 2011: Eyal Golan part of my life Live the Sultan’s Pool
- 2012: Eyal Golan Caesarea
- 2014: Once in a Lifetime – Live Performance at Bloomfield Stadium (mit Sarit Hadad & Nikos Vertis)
- 2016: Eyal Golan With Ma Kasur Live In Caesarea
- 2022: Gold בלומפילד

### Kompilationen
- 2010: זר כיסופים: אוסף שירי אהבה
- 2017: Osef Meshulash – אוסף משולש (Triple Collection)

### Singles (Auswahl)
| - 1997: לב של גבר - 1997: בלעדייך - 1997: צאי אל החלון (mit Ethnix) - 1998: יפה שלי - 1998: לקנות לך יהלום - 1998: דמעות - 1998: בחוף של פורטוגל - 2001: מיליון או דולר - 2001: צליל מיתר - 2002: האור שבעיניים - 2002: תחזרי (mit Arkadi Duchin) - 2002: ואני קורא לך - 2005: מציאות אחרת - 2005: מלכת היופי שלי - 2005: מתגעגע - 2007: אם יש גן עדן - 2007: לוחמת - 2008: הוזה אותך מולי - 2009: זה אני - 2010: מי שמאמין - 2011: נולדת בשבילי - 2011: כשאחד - 2012: כשאת איתו - 2012: חיים שלמים - 2012: מלכי המלכים - 2012: מלאת אהבה - 2013: היא לא את - 2013: כל החלומות - 2013: הלב על השולחן - 2013: אוקיינוס - 2013: מנגנת את חיי - 2013: ישראל - 2013: את - 2014: אני מקווה - 2014: ימים יגידו - 2014: ואולי ביום יפה - 2015: שקרים - 2015: שישי בצהריים - 2015: האהבה הישנה שלי - 2015: בסוף כול יום - 2016: באתי אלייך - 2016: רוקדת בלילות | - 2016: דבש בשפתיים (mit Ma Kashur) - 2016: אתה המלך (mit Chaim Jisraʾel) - 2017: יפה לך להיות מאושרת - 2017: תבואי היום - 2017: נכון להיום (mit Zohar Argov) - 2017: עוד דקה את נעלמת (mit Zohar Argov) - 2017: מזל (mit Omer Adam) - 2017: חתונת השנה (mit Itay Levi) - 2018: האם להיות בך מאוהב - 2018: הולכים להשתגע (mit Moshe Peretz) - 2018: המילים החסרות (mit Moshe Peretz) - 2018: טירוף מתוק - 2018: אסתדר לבד - 2018: כמה ימים (mit Moshe Peretz) - 2018: לא מבינה עברית (mit Offer Nissim) - 2019: הפוך מהיקום - 2019: ממה את מפחדת (mit Benaia Barabi) - 2019: אוסף עוד געגוע - 2019: עושה עם העיניים - 2019: קרובה אליי - 2020: לעשות איתך שלום - 2020: מכאן ועד הנצח - 2020: נראתה לאחרונה - 2020: טעיתי - 2020: מכל הכוכבים בלילה / Mikol Ha'kochavim Ba'layla (mit Idan Raichel) - 2021: באור גדול (mit Eden Hason) - 2021: וי כחול - 2021: תמיד נשארת - 2021: דפוק עם תעודות - 2022: סוף של כל סיפור - 2022: מסיבה עם פפיון (mit Lior Narkis) - 2022: בזמן האחרון - 2022: אלף כוכבים (mit Eden Ben Zaken) - 2022: מחפשים אהבה - 2022: פנתרה - 2023: ואת אינך - 2023: מתי את חוזרת - 2023: עטלף עיוור - 2023: שלום אהובתי - 2023: עם ישראל חי - 2024: שכחתי מזמן |